# Баскетбольная арена (Лондон)
Баскетбольная арена (англ. Basketball Arena) — спортивный комплекс, в котором прошёл баскетбольный турнир летних Олимпийских игр 2012 года, площадка была одним из главных мест в Лондоне на Олимпийских и Паралимпийских играх. Неофициальное прозвище — «Маршмэллоу».

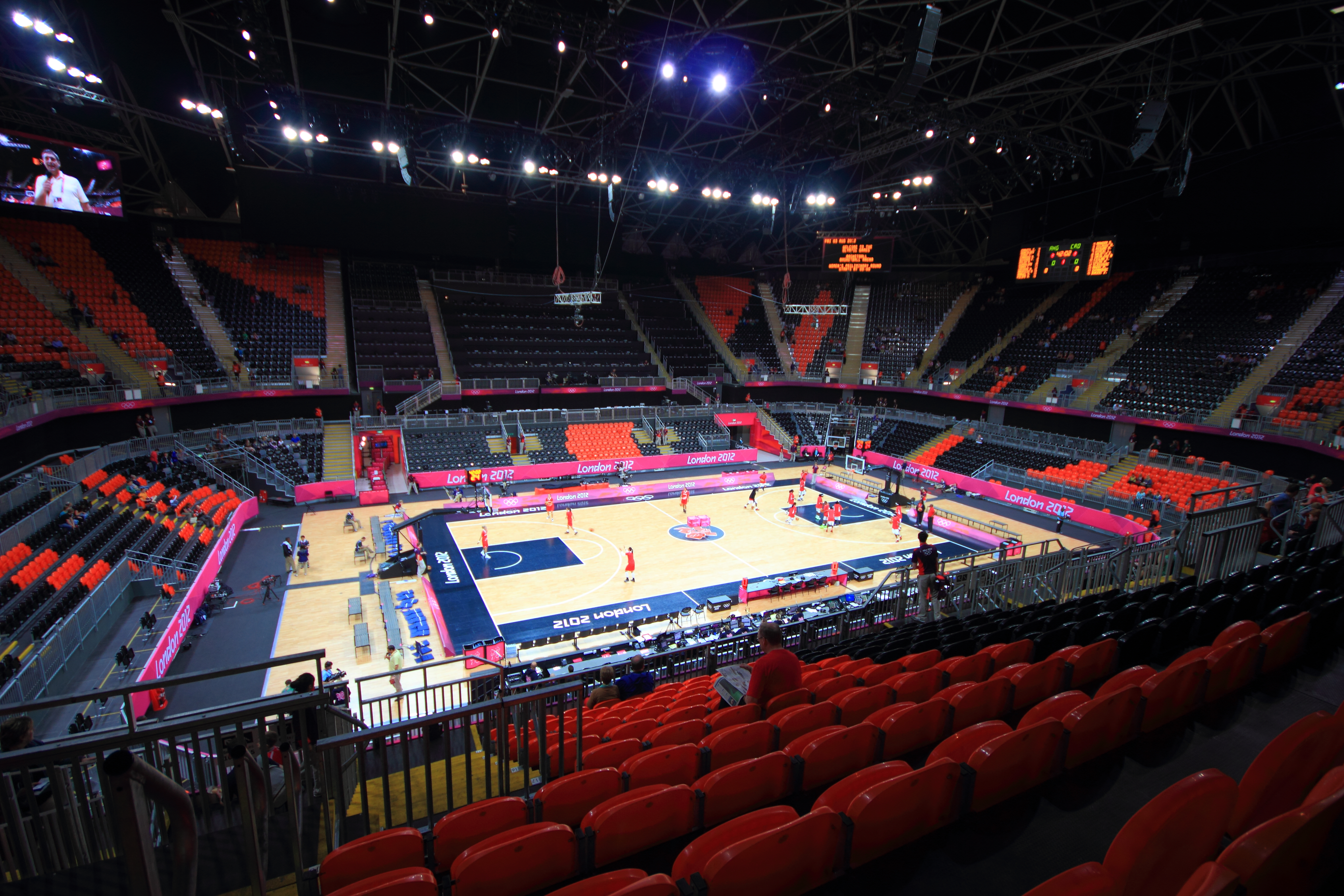
Интерьер во время Олимпийских игр 2012 года

В олимпийской заявке Лондон предложил четыре арены в Олимпийском парке, но пересмотренный генеральный план, опубликованный в 2006 году, свел их в три, а волейбол переместился в Эрлс Корт. Ограждение арены было отменено, а фехтование прошло в выставочном центре Лондона.
Баскетбольная арена вмещала 12 000 человек на Олимпийских играх и 10 000 на Паралимпийских играх. Арена также использовалась как зона ожидания для спортсменов во время церемонии открытия и закрытия Олимпийских игр. Концепция дизайна была принята в июне 2008 года и документ планирования был представлен в ноябре 2008 года.
В начале октября 2008 года было предположение, что Арена Уэмбли может быть использована как замена места проведения предварительных раундов олимпийского турнира по баскетболу, но в марте 2009 года было подтверждено, что новая арена будет построена в Стратфорде, как первоначально предлагалось.
В конце октября 2009 года было объявлено, что подготовительные работы начались на месте и в Глазго на основе Barr Construction начнется строительство главной арены весной 2010 года. На построение Баскетбольной арены потребовалось 15 месяцев, в результате чего завершилось строительство в июне 2011 года.